# 362 aC
El 362 aC va ser un any del calendari romà prejulià. En aquell temps, era conegut com a any del consolat d'Aventinensis i Ahala (o, més rarament, any 392 ab urbe condita o de la fundació de la ciutat). L'ús del nom «362 aC» per referir-se a aquest any es remunta a l'alta edat mitjana, quan el sistema Anno Domini va ser el mètode de numeració dels anys més comú a Europa.

## Esdeveniments

### Antiga Grècia
- Batalla de Mantinea entre els tebans dirigits per Epaminondes i recolzats pels habitants d'Arcàdia i Beòcia, i els espartans, comandats pel rei Agesilau II i recolzats per Elis, Atenes i Mantinea. La batalla havia de decidir l'hegemonia sobre Grècia, però la mort d'Epaminondes i la derrota dels espartans només van servir per aplanar el camí per a la conquesta de Grècia per part del Regne de Macedònia.[2][3]

### Antiga Roma
- Aquest any són elegits cònsols Luci Genuci Aventinensis i Quint Servili Ahala.[4]
- El cònsol Genuci Aventinensis mor en lluita contra els hèrnics i el seu exèrcit és derrotat. Era el primer cònsol que va marxar al combat sota auspicis plebeus i la seva derrota i mort va causar gran joia als patricis.[5][6]
- L'altre cònsol, Quint Servili Ahala, nomena dictador a Api Claudi Cras, que condueix amb èxit la guerra contra els hèrnics.[7]
- Al terra del Fòrum s'obre un esvoranc del que no es veia el fons. Tots els intents per omplir-lo van ser inútils, i els àugurs van prendre auspicis i van dictaminar que no es podria omplir fins que s'hi tirés allò en què s'havia de basar la grandesa de Roma. Quan tothom feia esforços per interpretar què volien dir els àugurs, es va presentar un jove anomenat Marc Curci i va dir que allò que representava Roma era un ciutadà valent i armat, i es va oferir per llançar-se dins de l'avenc. Va muntar dalt del cavall amb una armadura completa i es va llençar a l'abisme, i aviat el terra es va tancar al seu damunt.[8][9][10][11][12]

## Naixements
- Filemó el Vell, poeta còmic de la nova comèdia (data aproximada).[13]
- Èumenes de Càrdia, general grec de Càrdia, al Quersonès, que serà un dels diàdocs d'Alexandre el Gran.[14]

## Necrològiques
- Epaminondes, general tebà, mor en la batalla de Mantinea. Segons els relats d'atenencs i tebans Gril·le, fill de Xenofont, va ser el que li va donar el cop mortal el que va donar a Epaminondes el cop mortal.[15]